# Zoo Tycoon 2: Dino Danger Pack
Zoo Tycoon 2: Dino Danger Pack é um pacote de expansão para o jogo de simulação Zoo Tycoon 2 lançado em 31 de dezembro de 2006 nos Estados Unidos e desenvolvido pela Blue Fang Games, estando disponível apenas por download digital.